# Etziken
Etziken est une commune suisse du canton de Soleure, située dans le district de Wasseramt.

Vue aérienne de 1000 m par Walter Mittelholzer (1923)